# アレクサンダー・マクミラン

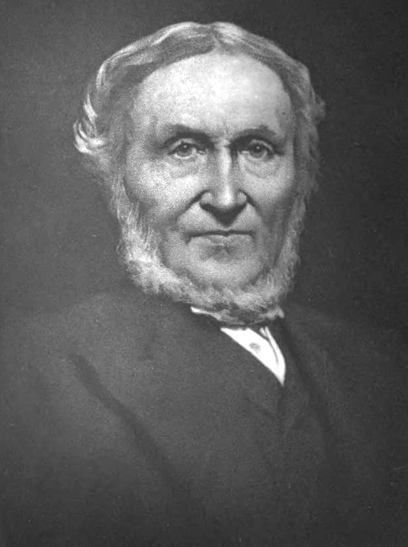
肖像

アレクサンダー・マクミラン（Alexander MacMillan、スコットランド・ゲール語:Alasdair MacMhaolain、1818年10月3日 - 1896年1月25日）は、スコットランドのアーバイン出身の人物で、1843年に弟のダニエル・マクミランとロンドンにマクミラン出版社を創業した。マクミラン家は、アラン島のクロフター（小作農）だった。
アレクサンダーは、文壇における会社の評判を高め、ダニエルはビジネスと商売の責任を担った。もともとは、Macmillan & Co.,としてケンブリッジで成功した書店であり、兄弟はすぐに本を売るとともに、出版業も始めた。1857年にダニエルが死去すると、アレクサンダーは会社の運営を続けた。彼は会社を世界的な組織に拡張し、ネイチャーを含む学術雑誌の出版も始めた。1869年8月には、ジョージ・エドワード・ブレットにニューヨーク支店を立ち上げさせ、出版した本の流通では、Messrs. Pott & Amery社と協業した。
弟のダニエルは、イギリスの首相ハロルド・マクミランの祖父である。

## 関連文献
- Elizabeth James (2002) Macmillan: A Publishing Tradition ISBN 0-333-73517-X .
- Charles Morgan (1943) The House of Macmillan (1843–1943) Macmillan.